# Sergiolus kastoni
Sergiolus kastoni är en spindelart som beskrevs av Norman I. Platnick och Mohammad U. Shadab 1981. Sergiolus kastoni ingår i släktet Sergiolus och familjen plattbuksspindlar. Inga underarter finns listade i Catalogue of Life.